# П'ятницький Йосип Аронович
Йосип Аронович П'ятницький (Таршис) (29 січня 1882, містечко Вількомір Ковенської губернії, тепер місто Укмерге, Литва — розстріляний 29 липня 1938, Лефортовська в'язниця НКВС міста Москви) — радянський партійний діяч, секретар виконавчого комітету Комуністичного Інтернаціоналу. Член ВЦВК і ЦВК СРСР. Кандидат у члени ЦК РКП(б) (1920—1921). Член Центральної контрольної комісії ВКП(б) (1924—1927). Член ЦК ВКП(б) (1927—1937).

## Біографія
Народився 17 (29) січня 1882 року в єврейській родині столяра. У навчальних закладах не вчився, займався самоосвітою.
З 1896 по лютий 1902 року навчався у кравця, працював кравцем у Вількомірі, Ковно та Вільно. У кінці 1897 року переїхав в Ковно до брата. 
У середині 1898 року вступив в революційний гурток і підпільну профспілку (з цього року пізніше йому був зарахований стаж в РСДРП). Член РСДРП з 1898 року.
Пізніше переїхав у Вільно, виконував обов'язки секретаря і касира профспілки дамських кравців. У 1899 і 1900 роках — один з організаторів святкування 1-го травня у Вільно (обидва рази захід розгонився поліцією). У 1900 році встановив зв'язок з редакцією газети «Іскра» і незабаром став одним з перших її агентів в Росії. Впродовж декількох років під керівництвом Ф. Щеколдіна займався організацією мережі нелегальної доставки газети з-за кордону.
На початку березня 1902 року заарештований жандармами, поміщений в Лук'янівську в'язницю міста Києва. Тут під керівництвом Йосипа Блюменфельда (майбутнього меншовика), а також Баумана і Литвинова П'ятницкий вивчав основи марксистської теорії. 18 серпня 1902 року втік з в'язниці. З вересня по жовтень 1902 року нелегально працював кравцем у Житомирі. 
У жовтні 1902 року виїхав за кордон. Тут він знову займався налагодженням мережі постачання нелегальної літератури в Росію з центром у Берліні. У жовтні 1903 року на з'їзді Закордонної ліги російської революційної соціал-демократії в Женеві П'ятницкий став на сторону більшовиків. 
Після посилення тиску з боку поліції Німеччини і Швейцарії П'ятницкий у 1905 році повернувся в Росію і оселився в Одесі. З липня 1905 по січень 1906 року був членом Одеського комітету РСДРП, брав участь в організації страйку і демонстрації 12 жовтня 1905 року, що закінчилися боями робітників з поліцією і козаками. 15 січня 1906 року був заарештований, але не впізнаний і через 6 місяців (у липні 1906 року) випущений з в'язниці. З липня по вересень 1906 року був партійним робітником професійної організації тютюнників.
З вересня 1906 по квітень 1908 року — керівник конспіративно-технічного апарату Московського комітету РСДРП (б). У квітні — червні 1908 року — партійний працівник—нелегал в Пензі, Ростові-на-Дону та Вількомірі. З червня по вересень 1908 року перебував у в'язницях вількоміра та Ковно.
У жовтні 1908 році знову виїхав за кордон, брав участь в діяльності Закордонного бюро РСДРП, був уповноваженим ЦК РСДРП (б) в німецькому місті Лейпцигу. З вересня 1912 по липень 1913 року — курсант курсів електромонтерів у місті Парижі.
У 1913 році повернувся в Росію. З серпня 1913 по липень 1914 року — електромонтер на будівництві трамвайної лінії в Самарі і на заводі акціонерного товариства цементних заводів «Ассерін» в місті Вольську Саратовської губернії.
У липня 1914 року заарештований, перебував у в'язниці та на поселенні в місті Самарі. Потім був на поселенні в селі Федіно Абанської волості Канського повіту Єнісейської губернії.
Після лютневої революції 1917 року повернувся до Москви, став членом Московського комітету РСДРП(б) та членом тимчасового секретаріату Московського міського комітету РСДРП(б), бойового партійного центру, очолював червоногвардійський загін Московського залізничного вузла. З травня 1917 по травень 1918 року був головою районної ради Московського залізничного вузла. Член виконавчого комітету Московської Ради. У дні Жовтневого перевороту 1917 року виступив з пропозицією утворити в Москві «демократичний уряд із складу усіх соціалістичних партій».
У березні 1917 — квітні 1920 року — організатор районного комітету Московської організації Спілки залізничників. У грудні 1917 — лютому 1919 року — голова правління Всеросійської профспілки майстрів і робітників залізниць, член Всеросійського виконавчого комітету залізничників. У березні 1919 — липні 1920 року — голова Всеросійської профспілки робітників і службовців залізничного транспорт (Цекпрофсожу). Працював у виконкомі Московської ради робітничих і солдатських депутатів.
У серпні — листопаді 1920 року — відповідальний секретар Московського губернського комітету РКП(б). З грудня 1920 по квітень 1921 року хворів, не працював.
З 1921 року — на відповідальній роботі в Комуністичному Інтернаціоналі (Комінтерні), творець конспіративно-технічного апарату.
6 грудня 1922 — 1937 року — член Секретаріату виконавчого комітету Комуністичного Інтернаціоналу. 6 грудня 1922 — 19 грудня 1926 року — член Організаційного бюро виконавчого комітету Комуністичного Інтернаціоналу.
28 червня 1923 — вересень 1935 року — секретар виконавчого комітету Комуністичного Інтернаціоналу.
З липня 1924 року — кандидат у члени виконавчого комітету Комуністичного Інтернаціоналу. 17 грудня 1926 — 3 вересня 1928 — кандидат у члени Президії виконавчого комітету Комуністичного Інтернаціоналу. 20 грудня 1926 — вересень 1935 року — член Політичного секретаріату виконавчого комітету Комуністичного Інтернаціоналу. 3 вересня 1928 —  вересень 1935 року — член Президії виконавчого комітету Комуністичного Інтернаціоналу.
19 серпня 1935 — 7 липня 1937 року — завідувач політико-адміністративного відділу ЦК ВКП(б).
Заарештований 7 липня 1937 року. 28 липня 1938 року засуджений Військовою колегією Верховного суду СРСР до страти. Розстріляний 29 липня 1938 року.
Посмертно реабілітований 28 січня 1956 року. Рішенням КПК при ЦК КПРС від 7 лютого 1956 року відновлений у партії. 